# Ansitz Lidl

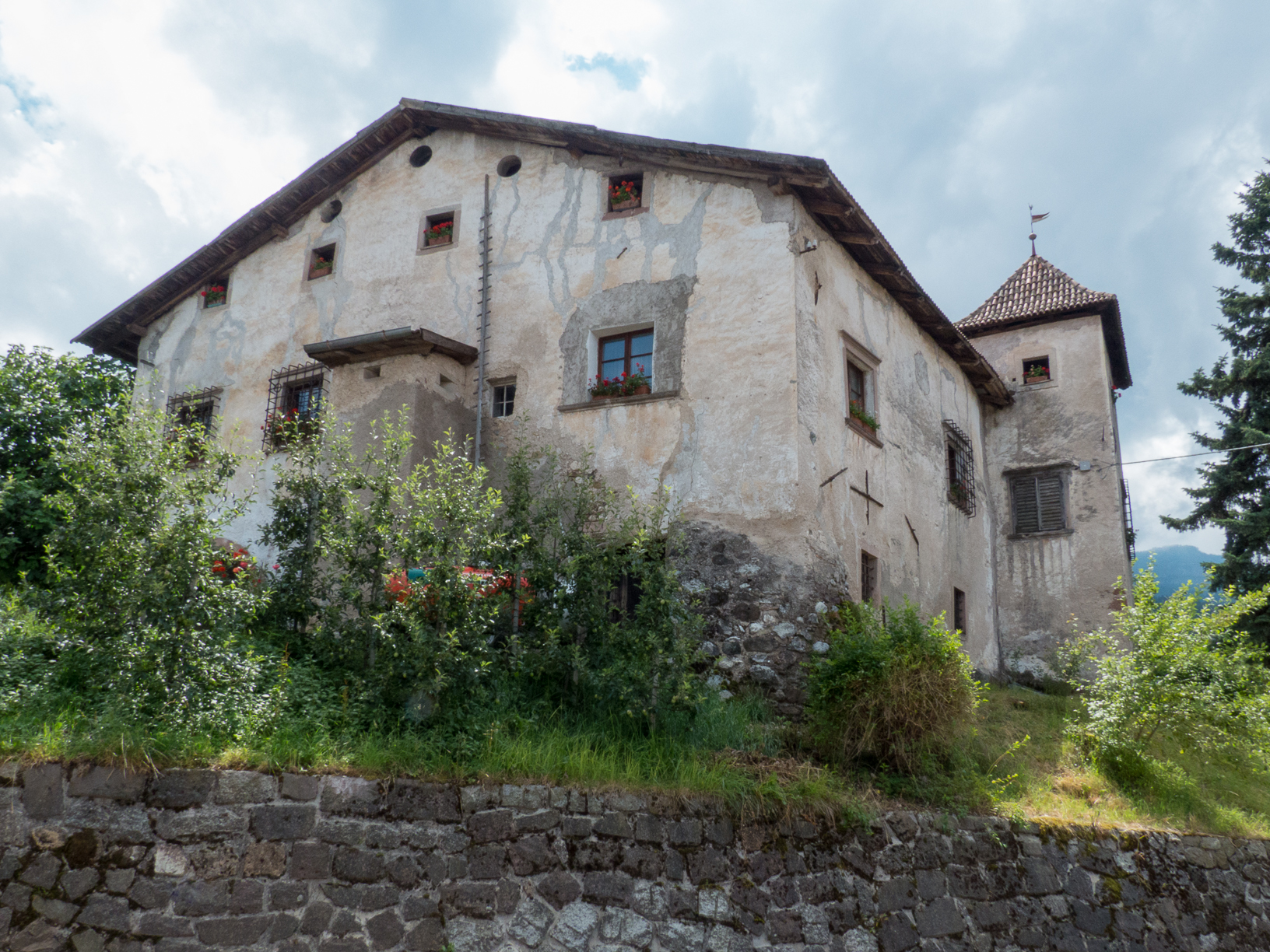
Ansitz Lidl

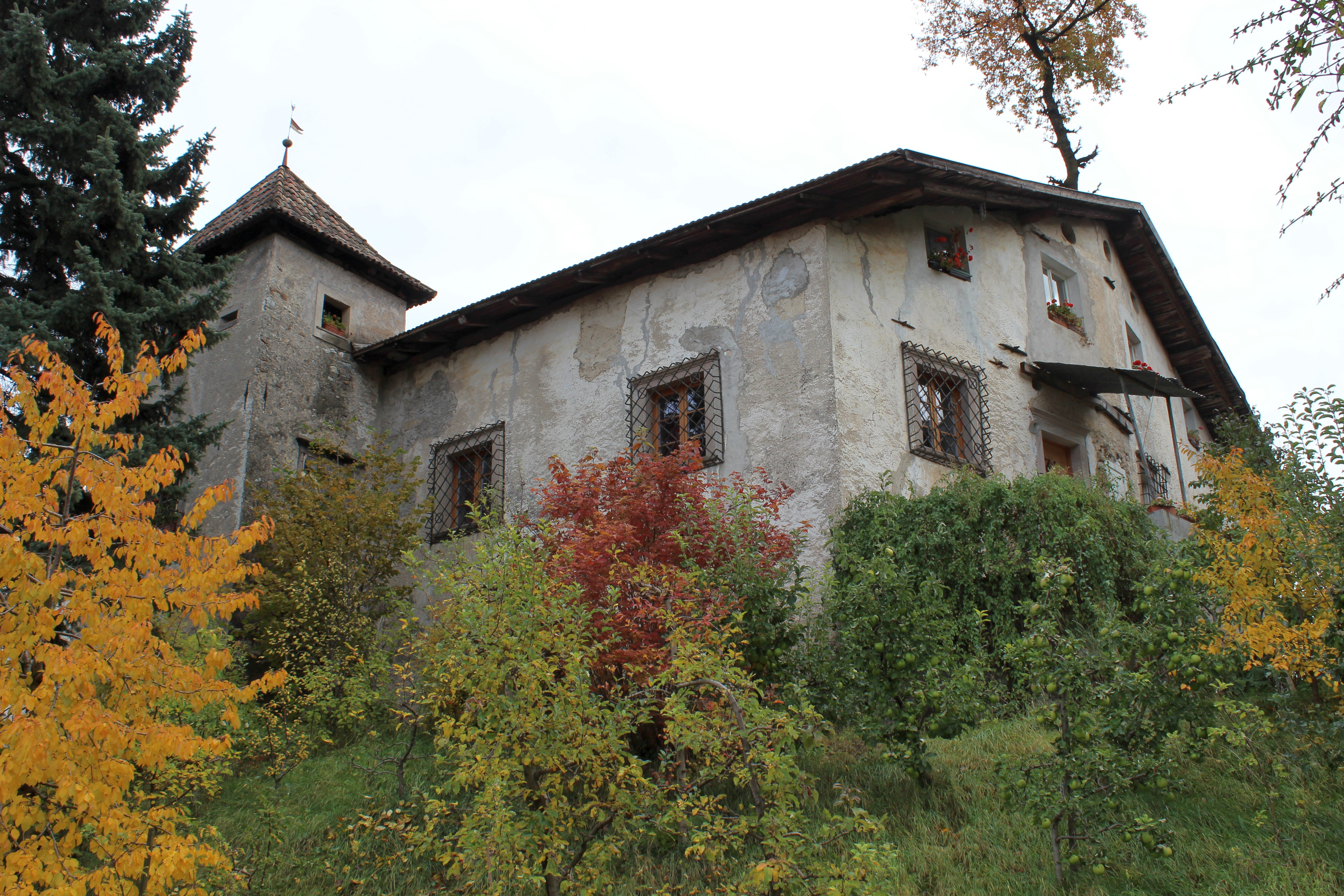
Seitenansicht

Der Ansitz Lidl, auch Liedl geschrieben, ist ein ehemaliger Ansitz und geschütztes Baudenkmal in Prissian, einer Fraktion der Gemeinde Tisens in Südtirol.

## Geschichte
Das im Kern mittelalterliche, im spätromanisch-frühgotischen Stil errichtete Anwesen wurde als „Nimmerbecksche Behausung“ vermutlich im 14. Jahrhundert erbaut und später erweitert. Der seitlich angesetzte Turm kam Mitte des 16. Jahrhunderts hinzu, ebenso wie die Täfelung der Stube.  Den heutigen Namen Lidl erhielt das Gebäude von den briefadligen Geschlecht der Lidl von Mayenburg. Nach dem Verkauf der Mayenburg 1648 zog sich die Familie nach Prissian zurück. 1680/81 besaß Franz Jakob von Lidl die Nimerpeckische Behausung. Unter den Lidl wurde der Ansitz architektonisch weiter aufgewertet. Das Geschlecht, das 1706 auch Schloss Katzenzungen erbte, ist 1791 im Mannesstamm erloschen. Darauf gelangte der Ansitz in bäuerliche Hände. Am 20. Juni 1862 brach vormittags im Lidlgut ein Feuer aus, welches den ersten Stock und das Dach zerstörte. Das Brandunglück wurde durch die Söhne das damaligen Eigentümers Kaspar Pallweber verursacht, die, während ihre Eltern auf dem Feld arbeiteten, alleine zu Hause mit Streichhölzern hantierten. Aus finanziellen Gründen musste Pallweber den Bauernhof bis 1870 zwangsversteigern. 1873 verkaufte ihn Joseph Feckl an die Familie Ebner, die ihn noch heute besitzt. Am 3. Juni 1965 erfolgte die Eintragung in die Baudenkmalliste. In neuerer Zeit fand eine Restauration statt. In einem Teil des Gebäudes sind Ferienwohnungen untergebracht.